# Carl Spude

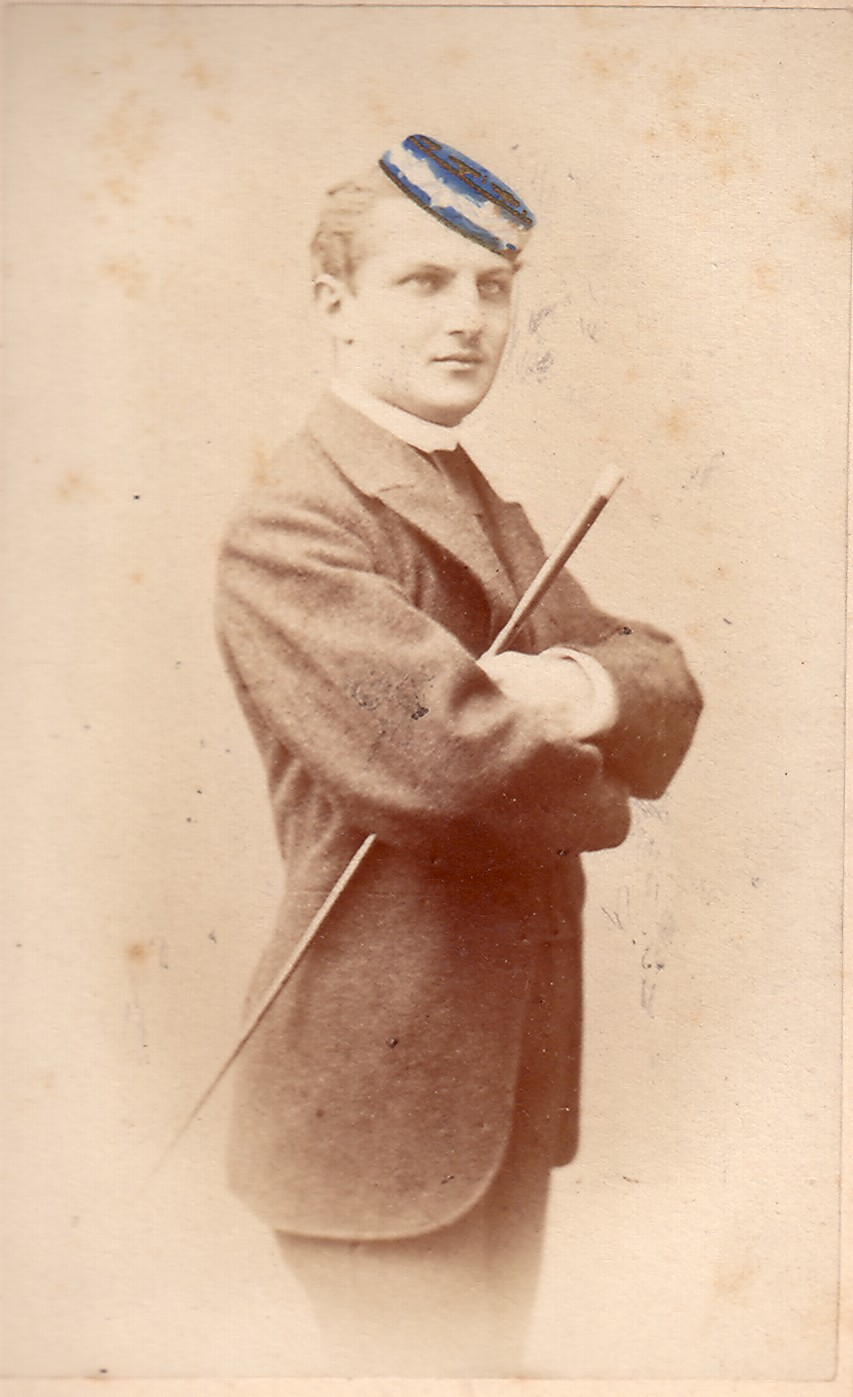
Carl Spude als Heidelberger Rhenane, 1871

Carl Spude (* 3. Juli 1852 in Driesen, Neumark; † 30. Dezember 1914 in Kassel; vollständiger Name: Carl Albert Spude) war ein deutscher Jurist und preußischer Verwaltungsbeamter.

## Leben
Spude, der evangelischer Konfession war, besuchte das Gymnasium in Küstrin, wo er 1871 sein Abitur ablegte, und studierte Rechtswissenschaft an der Ruprecht-Karls-Universität Heidelberg, an der Georg-August-Universität Göttingen und an der Universität Greifswald. In Heidelberg war er Mitglied des Corps Rhenania, in Göttingen des Corps Hildeso-Guestphalia. 1876 bestand er das 1. juristische Staatsexamen, nach dem anschließenden Referendariat 1883 das 2. Staatsexamen. Nach dem Assessorat wurde er im August 1886 zunächst zum stellvertretenden Landrat im Landkreis Bochum ernannt, 1887 zum Landrat. 1893 bis 1902 gehörte er dem Provinziallandtag der Provinz Westfalen für den Wahlkreis Bochum-Land an.
Von 1900 bis 1906 war er im Rang eines Oberregierungsrats bei der Bezirksregierung Arnsberg tätig. 1907 trat er wegen andauernder gesundheitlicher Probleme in den Ruhestand und ließ sich in Kassel nieder. Bei seinem Ausscheiden aus dem Staatsdienst bekam er den preußischen Roten Adlerorden III. Klasse verliehen.
Spude war seit 1888 verheiratet mit Anna geb. Müllensiefen aus Crengeldanz – wahrscheinlich eine Tochter des Glashüttenbesitzers Hermann Müllensiefen, der zeitweise Mitglied des Kreistags und des Kreisausschusses des Landkreises Bochum war und somit zum gesellschaftlichen Umfeld des Landrats gehörte. Spude und seine Frau fanden ihre letzte Ruhe auf dem denkmalgeschützten Privatfriedhof Müllensiefen in Crengeldanz.